# معركة برانديواين
دارت معركة برانديواين، المعروفة أيضًا باسم معركة برانديواين كريك، بين الجيش الأمريكي القاري بقيادة الجنرال جورج واشنطن والجيش البريطاني بقيادة الجنرال السير ويليام هاو في 11 سبتمبر 1777، كجزء من حرب الاستقلال الأمريكية (1775 – 1783). تجمعت القوات بالقرب من شادز فورد، بنسلفانيا، عندما تحرك هاو للسيطرة على فيلادلفيا، ثم على العاصمة الأمريكية. هزمت القوات البريطانية الجيش القاري وأجبرته على الانسحاب، إلى مدينة تشيستر، بنسلفانيا، ثم باتجاه الشمال الشرقي باتجاه فيلادلفيا. تعتبر معركة برانديواين أطول معركة ليوم واحد خلال حرب الاستقلال الأمريكية، إذ استمر القتال لمدة 11 ساعة.
غادر جيش هاو من ساندي هوك، نيو جيرسي، عبر خليج نيويورك من مدينة نيويورك المحتلة على الطرف الجنوبي لجزيرة مانهاتن في 23 يوليو 1777، وهبط بالقرب من إلكتون، ماريلاند عند نهر إلك على الطرف الشمالي لخليج تشيسابيك عند المصب الجنوبي لنهر سسكويهانا. زحف الجيش البريطاني شمالًا، وتجاهل القوات الأمريكية باستثناء بعض المناوشات. ركز الجنرال واشنطن جيشه خلف برانديواين كريك، قبالة نهر كريستينا. التفَّ الجزء الأكبر من جيش هاو حول الجناح الأيمن لواشنطن، وبسبب ضعف الكشافة، لم يكتشف الأمريكيون قوات هاو حتى وصلت إلى مؤخرة جناحهم الأيمن، وعندها كان الأوان قد فات.
اخترقت قوات هاو الجناح الأيمن الأمريكي الذي انتشر على عدة تلال بعد قتال عنيف، وهاجم الجنرال فيلهلم فون كنيفهاوزن القوات الأمريكية في شادز فورد ودمر الجناح الأيسر الأمريكي. انسحب جيش واشنطن، وعملت عناصر من فرقة الجنرال غرين على إيقاف جيش هاو لفترة كافية للسماح لجيش واشنطن بالانسحاب إلى الشمال الشرقي. أدت الهزيمة والمناورات اللاحقة لسيطرة البريطانيين على فيلادلفيا بعد أسبوعين في 26 سبتمبر، واستمرت تحت السيطرة البريطانية لمدة تسعة أشهر (حتى يونيو من عام 1778).

## خلفية
هبط أسطول البحرية الملكية الذي يتألف من أكثر من 260 سفينة تحمل حوالي 17 ألف جندي بريطاني تحت قيادة الجنرال البريطاني السير ويليام هاو على رأس نهر إلك في أواخر أغسطس 1777، بعد رحلة شاقة استمرت 34 يومًا من ساندي هوك على ساحل نيوجيرسي، على الطرف الشمالي لخليج تشيسابيك بالقرب من إلكتون الحالية، بولاية ماريلاند، على بعد 40-50 ميلًا (60-80 كم) جنوب غرب فيلادلفيا. عانت القوات البريطانية أيضًا من صعوبات لوجستية أثناء تفريغ السفن لأن نهاية النهر كانت ضحلة وموحلة.
وضع الجنرال جورج واشنطن القوات الأمريكية، التي يبلغ قوامها حوالي 20300 جندي بين رأس إلك وفيلادلفيا. كانت قواته قادرة على اكتشاف الهبوط البريطاني من آيرون هيل بالقرب من ديلاوير على بعد حوالي 9 أميال (14 كم)، وبسبب التأخير في نزول القوات من السفن، لم يُنشئ هاو معسكرًا نموذجيًا، ولكنه تقدم مع قواته مباشرة، ولم تكن قوات واشنطن قادرة على معرفة عدد القوات البريطانية بدقة.
تحركت القوات البريطانية شمالًا بعد مناوشات قصيرة، ولم تهاجم معسكر واشنطن الدفاعي على طول ريد كلاي كريك بالقرب من ديلاوير، كان هذا الموقع مهمًا لأنه كان الممر المباشر عبر نهر برانديواين على طريق بالتيمور إلى فيلادلفيا. وضع واشنطن مفارز للحراسة على طول الطريق فوق وتحت منطقة تشادز فورد، على أمل فرض المعركة هناك. وأمر واشنطن الجنرال جون أرمسترونغ بقيادة 1000 من ميليشيا بنسلفانيا لتغطية منطقة فورد بايل على بعد 5.8 ميلًا جنوب تشادز فورد، والتي كانت تغطيها فرق الميجور جنرال أنتوني واين ونثنائيل غرين. امتدت منطقة اللواء جون سوليفان شمالًا على طول ضفاف برانديواين الشرقية حيث غطى الأرض المرتفعة شمال تشادز فورد جنبًا إلى جنب مع منطقة اللواء آدم ستيفن واللواء لورد ستيرلينغ، أما منطقة المنبع فكانت تحت سيطرة العقيد هازن. كان واشنطن واثقًا من أن المنطقة محمية تمامًا.
تجمعت القوات البريطانية في سهل كينيت المجاور، ولم يكن لدى الجنرال هاو أي نية لشن هجوم مباشر واسع النطاق ضد الدفاعات الأمريكية الحصينة، وبدلًا من ذلك استخدم مناورة تشبه تلك التي استخدمت في معركة لونغ آيلاند. تقدم حوالي 6800 رجل تحت قيادة فيلهلم فون كنيفهاوزن نحو قوات واشنطن في تشادز فورد، أما ما تبقى من قوات هاو (حوالي 9000 جندي) تحت قيادة اللورد كورنواليس فتحركوا شمالًا إلى تريمبل فورد عبر الفرع الغربي من برانديواين كريك، ثم شرقًا إلى جيفريز فورد عبر الفرع الشرقي ثم جنوبًا ليحاصر القوات الأمريكية.

## المعركة

### التقدم البريطاني
بدأت أحداث المعركة في يوم 11 سبتمبر بضباب كثيف وفر غطاءً للقوات البريطانية المتقدمة. تلقى واشنطن تقاريرًا متناقضة حول تحركات القوات البريطانية واعتقد بأن القوة البريطانية الرئيسية كانت تتحرك لشن هجوم على منطقة تشادز فورد.
فرقة فيلهلم فون كنيفهاوزن
بدأت القوات البريطانية التقدم شرقًا في الساعة الخامسة والنصف صباحًا على طول (الطريق العظيم) من ميدان كينيت، وتقدمت باتجاه القوات الأمريكية المتمركزة حيث قرب طريق برانديواين كريك. بدأت الطلقات الأولى للمعركة على بعد حوالي 4 أميال غرب تشادز فورد، في ويلش تافرن، حيث اشتبكت عناصر من مشاة ماكسويل القارية الخفيفة مع طليعة الجيش البريطاني. واصل البريطانيون التقدم وواجهوا قوة أكبر من الجيش القاري، وفي النهاية تمكن البريطانيون من دفع الأمريكيين إلى الخلف وتكبد الطرفان خسائر فادحة.
فرقة كورنواليس
تحرت القوات البريطانية الرئيسية تحت قيادة الجنرال كورنواليس برفقة الجنرال هاو من ميدان كينيت في الساعة الخامسة صباحًا، واستغرقت المسيرة التي يبلغ طولها 17 ميلًا حوالي 9 ساعات. ظهر البريطانيون على الجناح الأيمن للأمريكيين في الساعة 2 ظهرًا وأخذوا قسطًا من الراحة في أوزبورن هيل، شن الجنرال هاو هجومه بعد أن تولى القيادة العامة للجناح الأيمن للجيش البريطاني، وبحلول الساعة 4 مساءً بدأ الهجوم البريطاني. فاجأ لواء الحرس البريطاني الجناح الأيسر للجيش الأمريكي، ما تسبب في هزيمة كاملة للقوات الأمريكية في ميسرة الجيش. صمدت فرقة ستيفن وفرقة ستيرلنغ بمساعدة من المدفعية الموجودة على المرتفعات القريبة، ولكن كتائب المشاة البريطانية الخفيفة تسببت في نهاية المطاف بتراجع فرقة ستيفن.
وصل جورج واشنطن والجنرال غرين إلى أرض المعركة في حوالي الساعة 6 مساء مع تعزيزات لمحاولة صد البريطانيين الذين كانوا قد احتلوا ميتنغ هاوس هيل. تشاور واشنطن مع غرين ونوكس (قائد المدفعية الأمريكية)، وفي هذه الأثناء كانت كتيبة غرينادي الثانية تقترب من موقعها، وانضم إليها لواء احتياطي جديد (اللواء البريطاني الرابع). قرر نوكس نشر المدفعية لإبطاء التقدم البريطاني، وتجمعت تعزيزات غرين مع بقايا فرق سوليفان وستيفن وستيرلنغ، وأوقفت تقدم البريطانيين لمدة ساعة تقريبًا، ما سمح لبقية الجيش بالانسحاب، وعندما حلَّ الظلام بدأت فرقة غرين أخيرًا المسيرة إلى تشيستر مع بقية الجيش. لم يكن الجيش البريطاني قادرًا على متابعة المطاردة بسبب حلول الليل. أُجبر الأمريكيون على ترك العديد من مدافعهم خلفهم في ميتنغ هاوس هيل لأن جميع خيول المدفعية تقريبًا قد قُتلت.

## الخسائر
تضمنت الخسائر البريطانية الرسمية 93 قتيلًا (8 ضباط و7 رقباء و78 جنديًا)، و488 جريحًا (49 ضابطًا و40 رقيبًا و395 جنديًا)، أما الخسائر الأمريكية فقد قُدرت من قبل البريطانيين، إذ سجل أحد التقارير الأولية من قبل ضابط بريطاني وقوع أكثر من قتيل و750 جريح.